# جائزة بريطانيا الكبرى 1998
جائزة بريطانيا الكبرى 1998 هو سباق فورمولا 1 أقيم بتاريخ 12 يوليو 1998 في حلبة سلفرستون، سيلفرستون، إنجلترا. كان التاسع من أصل 16 في بطولة العالم لسباقات الفورمولا واحد موسم 1998. فاز به الألماني مايكل شوماخر وجاء الفنلندي ميكا هاكينن ثانيا.